# Tratado de Sintra (1509)
O Tratado de Sintra, também referido como Capitulação de Sintra (em castelhano:  Capitulación de Sintra) foi um tratado assinado a 18 de setembro de 1509 em Sintra, pelo rei de Portugal, Manuel I, e pela rainha de Castela, Joana I.
O tratado destinava-se a clarificar definitivamente as fronteiras entre as zonas de influência de ambos os reinos no norte de África, que foram estabelecidas no Tratado de Tordesilhas em 1494. Os monarcas foram representados por António de Noronha, um escrivão da puridade facultado pelo doutor João Faria, e por Gómez de Santa Elena, um corregedor da cidade de Xaém.
O tratado estabeleceu que, por um lado, Portugal teria de desistir da conquista da ilhota de Vélez de la Gomera e dos territórios restantes que se estendiam até ao leste, correspondendo Castela por estar na jurisdição do Reino de Fez, e abandonando assim Melilha, que estava em mãos castelhanas desde 1497, e Cazaza desde 1506, que eram protegidas contra qualquer reivindicação portuguesa. No entanto, Castela reconhecia a soberania portuguesa sobre os territórios norte-africanos, compreendidos entre Vélez e o cabo Bojador (no oceano Atlântico). Além disso, foi decidido que quem não cumprisse os termos do tratado, tinha a obrigação de pagar uma coima de cem mil moedas de ouro.
O Tratado de Saragoça, que havia sido assinado entre Espanha e Portugal a 22 de abril de 1529 para delimitar as zonas de influência portuguesa e castelhana na Ásia, não alterou os termos do Tratado de Sintra.[carece de fontes?]